# Aloÿs Nizigama
Aloÿs Nizigama , né le 11 juin 1966 à Songa, est un athlète burundais, spécialiste des courses de fond.

## Biographie
Nizigama termine dans les huit premiers, trois fois d'une course des Championnats du monde (2 en 1991 et 1 en 1993), et une fois aux Jeux olympiques, en 1996, au pied du podium.
Il est médaillé de bronze, sur le 10 000 mètres aux Jeux de la francophonie, en 2001, à Ottawa-Hull (Canada).
| 2001 | Jeux de la francophonie | Ottawa - Hull (Canada) | 3e | 10 000 m |

### Palmarès
| Date | Compétition           | Lieu      | Résultat | Épreuve  | Performance    |
| ---- | --------------------- | --------- | -------- | -------- | -------------- |
| 1991 | Championnats du monde | Tokyo     | 6e       | 10 000 m |                |
| 1993 | Championnats du monde | Stuttgart | 7e       | 5 000 m  | 13 min 20 s 59 |
| 1993 | Championnats du monde | Stuttgart | 5e       | 10 000 m | 28 min 13 s 43 |
| 1996 | Jeux olympiques       | Atlanta   | 4e       | 10 000 m | 27 min 33 s 79 |
| 2000 | Jeux olympiques       | Sydney    | 9e       | 10 000 m | 27 min 44 s 56 |

### Records
| Épreuve  | Performance     | Lieu              | Date           |
| -------- | --------------- | ----------------- | -------------- |
| 5 000 m  | 13 min 12 s 14  | Villeneuve-d'Ascq | 2 juillet 1993 |
| 10 000 m | 27 min 20 s 38  | Londres           | 7 juillet 1995 |
| Marathon | 2 h 24 min 35 s | Stockholm         | 4 juin 2005    |